# 4-Hydroxybenzylisothiocyanat
4-Hydroxybenzylisothiocyanat ist ein natürlich vorkommendes Isothiocyanat. Es entsteht als Abbauprodukt des Sinalbins aus dem weißen Senf und ist für den scharfen Geschmack der Senfkörner verantwortlich.

## Vorkommen

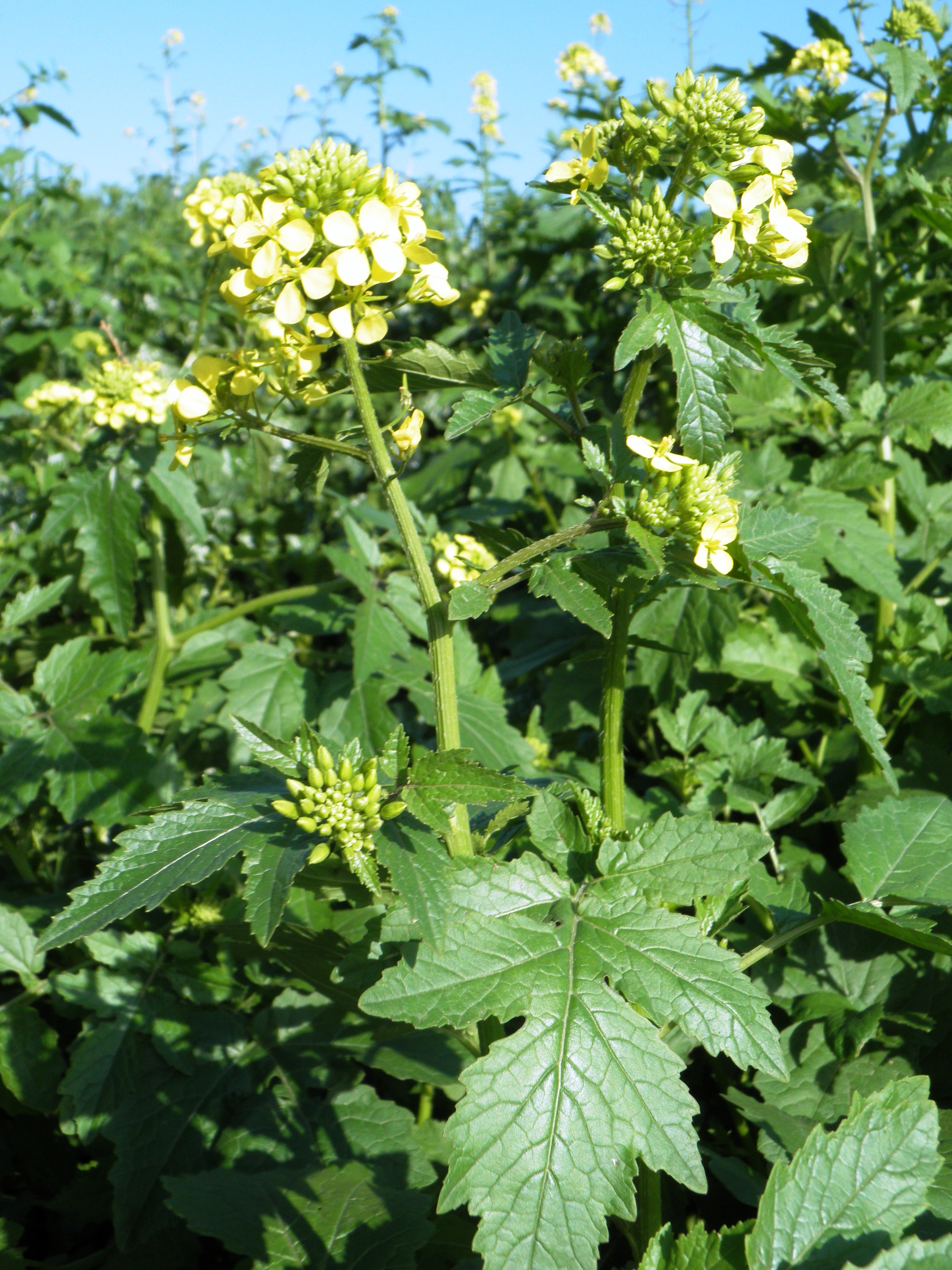
Weißer Senf, Sinapis alba

4-Hydroxybenzylisothiocyanat kommt als Abbauprodukt des Sinalbins beziehungsweise Glcuosinalbins im weißen Senf vor. Dieses wird als Senfölglycosid durch die Myrosinase abgebaut, wodurch das Isothiocyanat freigesetzt wird. Dieses zerfällt unter Freisetzung von Thiocyanat weiter zu 4-Hydroxybenzylalkohol. In Gegenwart eines Nitril-Specifier-Proteins wird aus dem Senfölglycosid stattdessen das weniger giftige 4-Hydroxyphenylacetonitril gebildet. Dies macht sich der Kleine Kohlweißling zunutze, um der Giftwirkung des Isothiocyanats zu entgehen. Analog zu anderen Isothiocyanaten in Brassicaceae ist die Verbindung für den scharfen Geschmack des Senfs verantwortlich.

## Herstellung
Analog zur natürlichen Entstehung kann 4-Hydroxybenzylisothiocyanat durch Umsetzung von Sinalbin mit Myrosinase hergestellt werden.